# Chen Kong Fang
Chen Kong Fang CavMM (Tung Cheng, 1931 — São Paulo, 30 de novembro de 2012) foi um artista plástico chinês naturalizado brasileiro.

## Vida
Pintor, desenhista, gravador e professor, Fang foi o terceiro filho do engenheiro Han-Cheng Fang. Em 1937 já começava a desenhar com incentivo do pai. Em 1945 inicia seus estudos de sumi-ê e aquarela na China, com Chang-Zenshen. Vem morar em São Paulo com a família em 1951, naturalizando-se brasileiro em 1971. Entre 1954 e 1956, estuda pintura com Yoshiya Takaoka em São Paulo.
Faz sua primeira exposição individual em 1959, no Clube dos Artistas Plásticos de São Paulo. Entre 1965 e 1967, tenta a linha abstracionista, que abandona para retornar ao figurativismo. Em 1972, leciona na Faculdade de Belas Artes de São Paulo. Viaja, em 1977, para a América do Norte, Europa e Ásia, onde desenvolve o seu trabalho de pintura. Em 1981, é realizado o curta metragem biográfico O Caminho de Fang, em São Paulo. Visita a China convidado pelo governo chinês em 1985, visitando locais de interesse artístico.
O Museu de Arte Contemporânea de São Paulo possui 15 pinturas e 8 desenhos de Fang. Suas obras estão também no acervo do Museu de Arte Moderna de São Paulo. Muitas de suas obras estão em coleções particulares no Brasil e no exterior.
Fang morreu aos 81 anos de idade, em 30 de novembro de 2012, em São Paulo, por complicações em uma cirurgia de diverticulite.

## Exposições
- 1959 - São Paulo, SP - Primeira exposição individual no Clube dos Artistas Plásticos de São Paulo.
- 1961 - São Paulo, SP - Individual na Galeria Ambiente.
- 1962 - Salvador, BA - Individual na Biblioteca Pública de Salvador.
- 1964 - Brasília, DF - I Salão de Arte Moderna do Distrito Federal.
- 1968 - Santo André, SP - Salão Municipal.
- 1969 - São Paulo, SP - I Salão Paulista de Arte Contemporânea.
- 1969 - São Paulo, SP - Mostra no MASP.
- 1976 - São Paulo, SP - Mostra no MASP.
- 1978 - São Paulo, SP - Individual na Galeria Cosme Velho.
- 1978 - São Paulo, SP - Galeria Academus.
- 1978 - São Paulo, SP - Panorama da Arte Atual Brasileira, no MAM/SP - Artista convidado.
- 1981 - Nova York, EUA - Artexpo.
- 1981 - São Paulo, SP - Individual na Dan Galeria (acervo permanente).
- 1981 - São Paulo, SP - "Artistas Transcendentais" no MAM/SP.
- 1985 - Schleswing, Alemanha - Individual na Galeria de Arte F. Konning.
- 1985 - Nova York, EUA - Coletiva na Kouros Art Gallery (acervo permanente).
- 1985 - São Paulo, SP - "100 Obras Itaú" no MASP.
- 1986 - Rio de Janeiro, RJ - Individual na Galeria Bonino.
- 1988 - Bréscia, Itália - Expôs junto com Salvador Dali, Victor Vasarely, Renato Guttuso entre outros.
- 1990 - São Paulo, SP - "Frutas, Flores e Cores" na Ranulpho Galeria de Arte.
- 1990 - Laguna, EUA - The International Museum of the 20th Century Arts - Artista Convidado.
- 1990 - São Paulo, SP - "A Música na Pintura" na Ranulpho Galeria de Arte.
- 1993 - São Paulo, SP - Obras para Ilustração do Suplemento Literário.
- 1993 - Nova York, EUA - Coletiva na Kouros Art Gallery (acervo permanente).
- 1993 - São Paulo, SP - Individual na Dan Galeria e lançamento do livro "Fang".
- 1993 - São Paulo, SP - Coletiva no MAM/SP.
- 1994 - Americana, SP - Individual no MAC de Americana.
- 1994 - Taipé, Taiwan - Individual na Galeria Arte Contemporânea de Taipé.
- 1995 - Curitiba, PR - Coletiva na Waldir Assis Art Gallery (acervo permanente).
- 1995 - São Paulo, SP - "Brasil-Japão Arte" na Fundação Mokiti Okada.
- 1996-97 - São Paulo, SP - Exposição dos pintores nipo-brasileiros contemporâneos convidados.
- 1997 - São Paulo, SP - Museu Banespa.
- 1997 - São Paulo, SP - VI Mostra de Arte Contemporânea em FIEO.
- 1998 - Convidado para artista da capa Paletas 98 (participação de 100 artistas).
- 1999 - Shangai Art Fair (convidado pela Hwa's Gallery - acervo permanente).
- 1999 - Exposição Individual em Hong Kong no Alisan Fine Art Gallery (acervo permanente).
- 1999 - Curitiba, PR - Panorama da Arte Brasileira (acervo permanente).
- 2004 - São Paulo, SP - "Fang e Amigos", composta de Desenhos e Serigrafias no Espaço Cultural Conjunto Nacional (participação de Aldemir Martins, Antonio Peticov, Antonio Poteiro, Claudio Tozzi, Gustavo Rosa, Inos Corradin, Martins de Porangaba, Rubens Gerchman e Sonia Ebling).

## Prêmios
- 1957 - Rio de Janeiro, RJ - Salão Nacional de Belas Artes - Medalha de Bronze.
- 1960 - São Paulo, SP - Salão Paulista de Belas-Artes - Prêmio Aquisição.
- 1961 - São Paulo, SP - Salão Paulista de Belas-Artes - Medalha de Bronze.
- 1962 - São Paulo, SP - Salão Paulista de Belas-Artes - Pequena Medalha de Prata.
- 1967 - São Paulo, SP - Salão Paulista de Belas-Artes - Grande Medalha de Prata.
- 1968 - São Paulo, SP - Salão Seibi - Grande Medalha de Prata.
- 1968 - Piracicaba, SP - Salão de Arte Contemporânea de Santo André - Medalha de Prata.
- 1969 - São Paulo, SP - Salão Seibi - Pequena Medalha de Ouro.
- 1969 - São Paulo, SP - II Salão de Paisagem Paulista - Medalha de Prata.
- 1978 - São Paulo, SP - Salão Brasil-Japão - Prêmio.
- 1979 - São Paulo, SP - Salão Brasil-Japão - Prêmio Aquisição.* * 1991 - São Paulo, SP - Salão Bunkio - Primeiro Prêmio Especial de Viagem ao Japão.

## Homenagens
- 1981 - São Paulo, SP - Curta-metragem biográfico "O Caminho de Fang".
- 1984 - Participação de 108 colecionadores para lançar o livro "Fang" com 144 páginas na Dan Galeria e escrito por Theon Spanudis. Homenagem "40 anos de pintura" com exposição na mesma galeria.
- 1989 - Homenageado "Artista de Honra" da XVII Exposição de Arte Contemporânea Chapel Art Show.
- 1993 - Admitido pelo presidente Itamar Franco à Ordem do Mérito Militar no grau de Cavaleiro especial.[2]
- 2004 - São Paulo, SP - Inauguração do Instituto Cultural Chien Kong Fang.
- 2004 - Lançamento do Vídeo de arte "Chen-Kong Fang" pelo Instituto Cultural Fang no Espaço Unibanco de Cinema. Vídeo produzido e dirigido por Pedro Paulo Mendes.
- 2005 - Grande Festa dos Gigantes 2005 em Blumenau, SC. Homenagem especial com Troféu Fang no Bela Vista Country Club.